# Jelcz PR100
le Jelcz Berliet PR100 est un autobus produit par le constructeur polonais Jelczańskie Zakłady Samochodowe dans son usine implantée à Jelcz-Laskowice, près d'Oława, de 1972 à 1974.

## Histoire
Au début des années 1970, Jelcz, le principal constructeur d'autobus polonais, cherchait à remplacer le Jelcz 272 MEX. En 1972, vu l'absence de projet abouti national, le Comité central du parti a décidé de faire appel à un constructeur étranger. Des contacts ont été pris avec le constructeur tchécoslovaque Karosa et le hongrois Ikarus, mais aucun accord n'a pu être trouvé. Un appel d'offres international a été lancé et plusieurs constructeurs ont fait acte de candidature : le français Berliet, l'italien FIAT, l'allemand KHD, le japonais Hino, le britannique Leyland (dont le moteur était déjà fabriqué en Pologne sous licence) et l'espagnol Pegaso. Lors des négociations qui suivirent, le gouvernement polonais imposa que le moteur soit impérativement celui produit en Pologne sous licence Leyland. Aucun constructeur n'accepta cette contrainte sauf Berliet. Le contrat de licence a été signé le 1er août 1972.
Berliet avait proposé son dernier modèle de bus urbain de 11 mètres, le PR 100 qu'il a dû adapter pour intégrer le moteur Leyland. L'objectif de production avait été fixé à 5 000 exemplaires par an. Dans un premier temps, le véhicule devait être assemblé en CKD puis fabriqué progressivement avec un taux d'intégration local de 65%. En décembre 1972, les 20 premiers autobus PR 100 ont été assemblés mais vu le manque de disponibilité de composants locaux, Berliet avait négocié et obtenu de  ramener le taux de composants locaux à seulement 5% au lieu des 65% fixés à l'origine. La première série fut assemblée avec des moteurs Berliet.
La structure de l'autobus était composée d'un treillis en tubes rectangulaires soudés avec des barres de renfort transversales. Les éléments de la carrosserie extérieure étaient rivetés sur la structure. Le côté droit comportait deux portes à double vantail d'une largeur de 2 fois 600 mm à ouverture pneumatique. Avec une longueur totale de 11,23 mètres, le véhicule pesait 8 450 kg à vide. Sa vitesse maximale était de 70 km/h et la consommation de carburant de 22 litres aux 100 km sur le plat.
Le PR 100 n'a pas donné satisfaction aux utilisateurs. Les principaux reproches ont été :
- manque de puissance sur les trajets en pente,
- manque de fiabilité de la boîte de vitesses semi-automatique et du moteur,
- pas de troisième porte pour accélérer les montées et descentes,
- capacité insuffisante en nombre de passagers transportés (99 dont 29 assis),

Ce modèle a été défini un modèle de transition avant l'introduction d'un véhicule mieux adapté aux besoins polonais, ce sera le Jelcz PR110.
Pourtant, lors de sa présentation, le modèle était l'un des plus modernes du genre dans le monde. Contrairement aux autobus précédents, il n'était pas construit sur un châssis de camion mais sur un véritable châssis pour autobus urbain. Il disposait également d'une boîte de vitesses semi-automatique Wilson qui sera immédiatement remplacée par une transmission manuelle traditionnelle du même fabricant, en raison du nombre très élevé de pannes.
L'autobus, bien que moderne, n'était vraiment pas fiable. Les pannes se succédaient sur la transmission semi-automatique et les moteurs. La mauvaise qualité des routes, aggravée par le gel des longs hivers dans les villes polonaises et la surcharge ont causé des ruptures fréquentes de la structure métallique trop fragile. Mais le plus gros inconvénient du Berliet PR 100 était sa capacité trop faible et l'absence de troisième porte, présente sur tous les autres autobus des constructeurs ayant participé à l'appel d'offres. 
C'est pourquoi, en 1975, il a été remplacé par le Jelcz PR110, une version dérivée du PR100 assez profondément modifié.
Les Jelcz PR100 en service à Varsovie furent pour la plupart radiés et démolis après seulement 5 ans de service.

## Données techniques du PR 100
- moteur : Berliet V800, 8,82 litres développant 170 ch,
- boîte de vitesses Wilson semi-automatique 60 ME / manuelle Wilson BXSA 108

Cette version du PR 100 a été assemblée en Pologne entre 1973 et 1974 dans l'usine Jelcz sous licence avec des composants français à 95%. On trouvait d'ailleurs les deux monogrammes sur les véhicules : Berliet et Jelcz. 